# Kurt Hartrampf
Kurt Hartrampf (29. duben, 1906 – 23. březen, 1983) byl důstojník Waffen-SS a tankové eso v hodnosti SS-Obersturmbannführer (podplukovník) za druhé světové války. Mimo jiné byl i držitelem mnoha vojenských vyznamenání včetně rytířského kříže nebo německého kříže ve zlatě.
Narodil se 29. dubna roku 1906 ve slezském městě Haynau na území tehdejšího Německého císařství. V druhé polovině 30. let vstoupil do SS, ale do NSDAP nikoliv. Účastnil se německého útoku na Polsko, kdy sloužil jako SS-Untersturmführer ve štábu SS-Heimwehr Danzig. Za toto působení získal Gdaňský kříž I. třídy.
S rozvojem Waffen-SS byla SS-Heimwehr Danzig použita k výstavbě 3. tankové divize SS „Totenkopf“ a Hartrampf byl jmenován velitelem 1. roty u 3. praporu tankových stíhačů (SS-Panzerjäger-Abteilung 3) z této divize. U SS divize „Totenkopf“ zůstal až do počátku roku 1943, kdy byl převelen k tankovému pluku nově vznikající 10. tankové divizi SS „Frundsberg“, kde velel 1. tankovému praporu.
Ve velení jej během roku 1944 vystřídal SS-Sturmbannführer Dr. Gerhard Adam a on byl převelen ke 102. těžkému tankovému praporu SS, který byl převelen do Německa k doplnění. Zde nahradil SS-Obersturmbannführera Hanse Weisse, který byl během těžkých bojů ve Falaiské kapse zajat spojeneckými jednotkami.
Praporu velel až do konce války, kdy byl 28. dubna 1945 vyznamenán rytířským křížem za vedení jednotky proti postupujícím sovětským vojskům.
Válku přežil a zemřel 23. března roku 1983 ve Spolkové republice Německo.

## Shrnutí vojenské kariéry

### Datum povýšení
- SS-Untersturmführer - 1939
- SS-Obersturmführer
- SS-Hauptsturmführer
- SS-Sturmbannführer - 30. ledna 1943
- SS-Obersturmbannführer - 21. června 1944

### Významná vyznamenání
- Rytířský kříž Železného kříže - 28. dubna 1945
- Německý kříž ve zlatě
- Gdaňský kříž I. třídy
- Železný kříž I. třídy
- Železný kříž II. třídy
- Umrlčí prsten SS
- Čestná dýka Reichsführera-SS